# Second Crater
Second Crater är ett berg i Antarktis. Det ligger i Östantarktis. Nya Zeeland gör anspråk på området. Toppen på Second Crater är 12 meter över havet.
Terrängen runt Second Crater är platt åt sydost, men österut är den kuperad. Havet är nära Second Crater västerut. Trakten är glest befolkad. Närmaste befolkade plats är McMurdo Station, 3,3 kilometer söder om Second Crater. 